# Acquitted (film 1929)
Acquitted è un film del 1929 diretto da Frank R. Strayer

## Produzione
Il film fu prodotto dalla Columbia Pictures Corporation.

## Distribuzione
Distribuito dalla Columbia Pictures, il film uscì nelle sale cinematografiche USA il 15 novembre 1929.